# Прикарпатский национальный университет имени Василия Стефаника
Прикарпатский национальный университет им. Василия Стефаника (укр. Прикарпатський національний університет імені Василя Стефаника) — одно из старейших высших учебных заведений Ивано-Франковской области Украины.

## История
История университета восходит к 15 марта 1940 года, когда был основан Станиславовский педагогический институт. Позже, в 1950 году, он был переименован в Станиславский (с 1962 года — Ивано-Франковский) педагогический институт. В январе 1971 года постановлением Совета Министров СССР учреждению было присвоено имя известного украинского писателя Василия Стефаника.
Согласно указу Президента Украины от 26 августа 1992 года был реорганизован в Прикарпатский национальный университет имени Василия Стефаника. За годы своего существования учебное заведение подготовило более 35 000 специалистов, работающих в государственных администрациях, избирательных органах, разных областях хозяйства, науки, культуры и образования Украины.
Значительная часть выпускников продолжает свою деятельность на кафедрах университета. Среди них заслуженный деятель искусств Украины, профессор Михаил Сливоцкий; народная артистка Украины, профессор Кристина Фицалович; заслуженный деятель науки и техники, профессор Дмитрий Фреик; профессора Богдан Василишин, Василий Грещук, Николай Кугутяк, Богдан Остафийчук, Богдан Пташник, Богдан Ступарик, Петр Федорчак, Василий Хрущ, Мирон Черепанин.
Сегодня университет готовит магистров, специалистов, бакалавров по 52 специальностям. Учебно-воспитательную работу и научно-исследовательскую деятельность в университете осуществляют более 350 преподавателей, среди них доктора наук, профессора, кандидаты наук, доценты. Некоторые среди них имеют свои научные школы: заслуженные деятели науки и техники, профессора Владимир Грабовецкий, Виталий Кононенко, Дмитрий Фреик, заслуженный работник высшей школы Украины, профессор Иван Климишин, академик Академии педагогических наук Украины, профессор Мирослав Стельмахович, заслуженный художник Украины, профессор Михаил Фиголь.
Факультеты и кафедры поддерживают связи с Национальной академией наук Украины, Киевским, Львовским, Ужгородским, Харьковским университетами.
В настоящее время в составе университета функционируют: институт искусств, институт филологии, юридический институт, педагогический институт, институт естественных наук, институт туризма и менеджмента, а также факультеты: экономический, философский, математики и информатики, исторический, физического воспитания и спорта, последипломного образования, довузовской подготовки.
На факультетах университета обучается около 7000 студентов. Для них созданы лаборатории, компьютерные, аудио-и видеоклассы, другие специализированные кабинеты, оборудованные современными приборами, вычислительной техникой. К услугам студентов и преподавателей: 5 учебно-лабораторных корпусов, 5 общежитий для проживания 2000 студентов; библиотека со специализированными читальными залами; 4 музея (образования, народного искусства, истории и археологии Прикарпатья); дом культуры «Студенческий»; дендрологический парк имени 3. Ю. Павлика; издательство «Плай»; актовый зал, спортивный комплекс, стадион, легкоатлетический манеж; профилакторий «Здоровье», спортивно-оздоровительная база «Ель».
На базе университета работает Малая академия наук, которая привлекает учащуюся молодежь к систематической научно-исследовательской, экспериментальной, конструкторской, изобретательской деятельности, создает условия для творческого самосовершенствования учащихся, выявляет, развивает и поддерживает талантливую и одаренную молодежь.
На площади 10 гектаров расположен университетский дендрологический парк, который включен в состав природно-заповедного фонда страны. Здесь проводятся экспериментальные исследования в области селекции и семеноводства, решаются вопросы интродукции и акклиматизации растений, выводятся новые культурные сорта и даются рекомендации по рациональному использованию природных ресурсов. Создаётся Ботанический сад.
Учеными университета ежегодно публикуется монографии, учебники, учебные пособия, научные статьи, издаются научные вестники.
В университете действует аспирантура по многим специальностям. Также работают Советы по защите кандидатских и докторских диссертаций.
Кроме научной и учебно-воспитательной работы, в университете уделяется должное внимание развитию спорта и художественной самодеятельности. Наиболее крупные самодеятельные народные ансамбли — «Верховинки», «Росинка», «Молодец», «Гуцулочка», «Галицкие забавы».
Спортивную честь университета отстаивают 50 мастеров и кандидатов в мастера спорта. Женская волейбольная команда выступает в высшей лиге Украины.

## Структура
- Юридический институт
- Философский факультет
- Экономический факультет
- Факультет математики и информатики
- Факультет физического воспитания и спорта
- Педагогический институт
- Институт филологии
- Институт туризма и менеджмента
- Физико-технический факультет
- Мукачевский институт
- Коломыйский институт
- Институт украиноведения
- Институт естественных наук
- Институт искусств

### Институт истории и политологии

#### История
Основан в 1940 году как факультет истории в Станиславком учительском институте. Первый декан Великий П. погиб под Сталинградом во время ВОВ.
Факультет возобновил деятельность в 1944 году после освобождения Станиславова от немецкой оккупации. В период с 1950 по 1969 год деканами факультету были: Денисовец Павел, Рущенко Петр, Побережный ИванСичькарь Григорий, Патлажан Ефим. В период с 1969 года факультет стал именоватся историко-педагогическим, деканами были Червинкин-Корольов Иван, Ефим Патлажан, Гуменюк Владимир и другие. След отметить что в это время появляются первые студенты что начинают преподавать сформировав первою династию местных исследоватилей. 

#### Кафедра истории Украины
Основана в 1968 году как кафедра истории народов Советского союза и Украины. Заведующими были Васюта Иван после его назначения ректором должность была передана его заместителю, в 1986 году кафедру возглавил Карпенко Александр исседователь истории Западной Украины, а с 1990 по 2007 год возглавлял Грабовецкий Владимир. На кафедре также работал Исаевич Ярослав. С 2007 главой кафедры является Ярослав Райковский.

#### Кафедра этнологии и археологии
Основана в период 2006 года. Первым заведующим стал Николай Кугутяк, после его ухода в 2014 заведующим избрали доцента Томенчука, а в 2023 году после того как профессор Кугутяк покинул должность декана какую занимал тридцать лет, он вернулся на должность заведющего кафедрой.

#### Музей археологии Прикарпатья
Основан в 1980 году археологом и доцентом Василенко Борисом, в музеи находятся предметы быта от палеолита до периода Руси (Древнерусского Государства). Возглавляет музей Игорь Кочкин.

### Кафедра истории славян
Основана 1968 году как кафедра истории Советского союза, в 1993 году ее переформатировали в кафедру истории славян. Ее заведующими были Иван Червинкин-Корольев, Иван Васюта, Федорчак Петр, Комар Владимир с 2007
Подготовлено работы по направления славян:

#### Кафедра истории мировых цивилизаций
История кафедры восходит к 1969 году. Тогда ее основал и возглавил профессор Ефим Патлажан однин из первых в Союзе историков что изучал Византию. При доценте Василенко основан музей археологии. После Патлажана кафедрой руководил Федорчак Петр он был с кафедры истории Кпсс и не был специалистом по всемирной. С 1993 по 1999 Заборовский Ярослав был реформатором занимал должность заведующего кафедры. С 2001 по 2006 николай кугутяк. С 2006 главой кафедры стал Олег Жерноклеев.
- Институт этнопедагогики и народоведения
- Факультет иностранных языков
- Институт довузовского и последипломного образования

## Почётные доктора и выпускники
- Михаил Бродович — посол по особым поручениям Министерства иностранных дел Украины.
- Николай Вегеш — украинский историк. Доктор исторических наук. Профессор. Ректор Ужгородского национального университета. Член Наблюдательного Совета ВМГО «Союз одаренной молодежи».
- Богдан Пташкин — украинский учёный-математик. Доктор физико-математических наук, профессор. Член-корреспонедент НАН Украины.
- Дмитрий Фреик — украинский учёный в сфере полупроводникового материаловедения. Доктор химических наук.
- Игорь Худобяк — украинский футболист, известный по выступлениям за «Карпаты», выпускник факультета физического воспитания и спорта.
- Борис Савчук — украинский историк, педагог, доктор исторических наук, профессор кафедры историографии и источниковедения и профессор кафедры педагогики и образовательного менеджмента.

## Награды и репутация
По последней версии наукометрической базы данных Scopus, созданной Национальной библиотекой Украины имени В. И. Вернадского, Прикарпатский национальный университет имени В. Стефаника занимает 12 место.
В рейтинге национальных университетов Прикарпатский национальный университет имени В. Стефаника занимает 40 позицию.
В 2014 году агентство «Эксперт РА», включило ВУЗ в список лучших высших учебных заведений Содружества Независимых Государств, где ему был присвоен рейтинговый класс «Е».